# Dodge Avenger (Limousine)
Der Dodge Avenger (englisch für Rächer) ist eine im Frühjahr 2007 vorgestellte Mittelklasse-Limousine des US-amerikanischen Automobilherstellers Dodge. Dodge verwendete den ursprünglich von Hillman stammenden Namen vorher von Frühjahr 1995 bis Mitte 2000 für ein Sportcoupé. In Israel trägt das Modell den weniger martialischen Verkaufsnamen Dodge Evangeline R (דודג אוונג' ר).
Hergestellt wird der Dodge Avenger für die meisten Märkte im Werk Sterling Heights in Michigan (USA). Dort werden außerdem die Chrysler Sebring Limousine und das Cabrio (seit 2011: Chrysler 200) gebaut. Die Einheiten für den mexikanischen Markt dagegen stammen seit dem Frühjahr 2013 aus dem Dodge-Werk in Chihuahua. Dort wird er in einer verlängerten Version gebaut. Außerdem rollt dort unter der Bezeichnung Dodge GTS ein baugleiches Modell vom Band.

## Modellgeschichte
Ab September 2007 gab es den Avenger auf den europäischen Märkten. Anders als in Nordamerika wurde der Avenger in Europa mit dem bereits aus dem Dodge Caliber und Chrysler Sebring bekannten 2,0-l-Turbodieselmotor mit 103 kW (140 PS) von Volkswagen in Verbindung mit einem manuell geschalteten Sechsgang-Getriebe angeboten. Auch den Ottomotor mit 115 kW (156 PS) mit Fünfgangschaltgetriebe kennt man aus dem Dodge Caliber.
Alle Modelle haben einzeln aufgehängte Räder, vorne an MacPherson-Federbeinen mit Gasdruck-Stoßdämpfern, Querlenkern und einem Stabilisator, hinten mit einer Mehrlenker-Achse mit Schraubenfedern und Stabilisator und Gasdruck-Stoßdämpfern. Beide Achsen sind auf entkoppelten (gummigelagerten) Fahrschemeln montiert.
Die Lenkung ist eine Zahnstangenlenkung mit geschwindigkeitsabhängigen Servo, der Wendekreis liegt bei 11,13 m. Der Luftwiderstandsbeiwert (Cw) beträgt 0,318.
Der Avenger kann wahlweise mit dem MyGIG-System ausgerüstet werden, wobei es sich um ein CD/DVD/HDD/MP3/Satelliten-Navigationsradio mit einer 20-Gigabyte-Festplatte und einem berührungsempfindlichen 6,5-Zoll-TFT-Bildschirm handelt. Das MyGIG-System ist sprachgesteuert, hat einen USB-Anschluss und ermöglicht das Speichern und Abspielen von Musik, Sounds, Filmen und individuellen Bilddarstellungen.

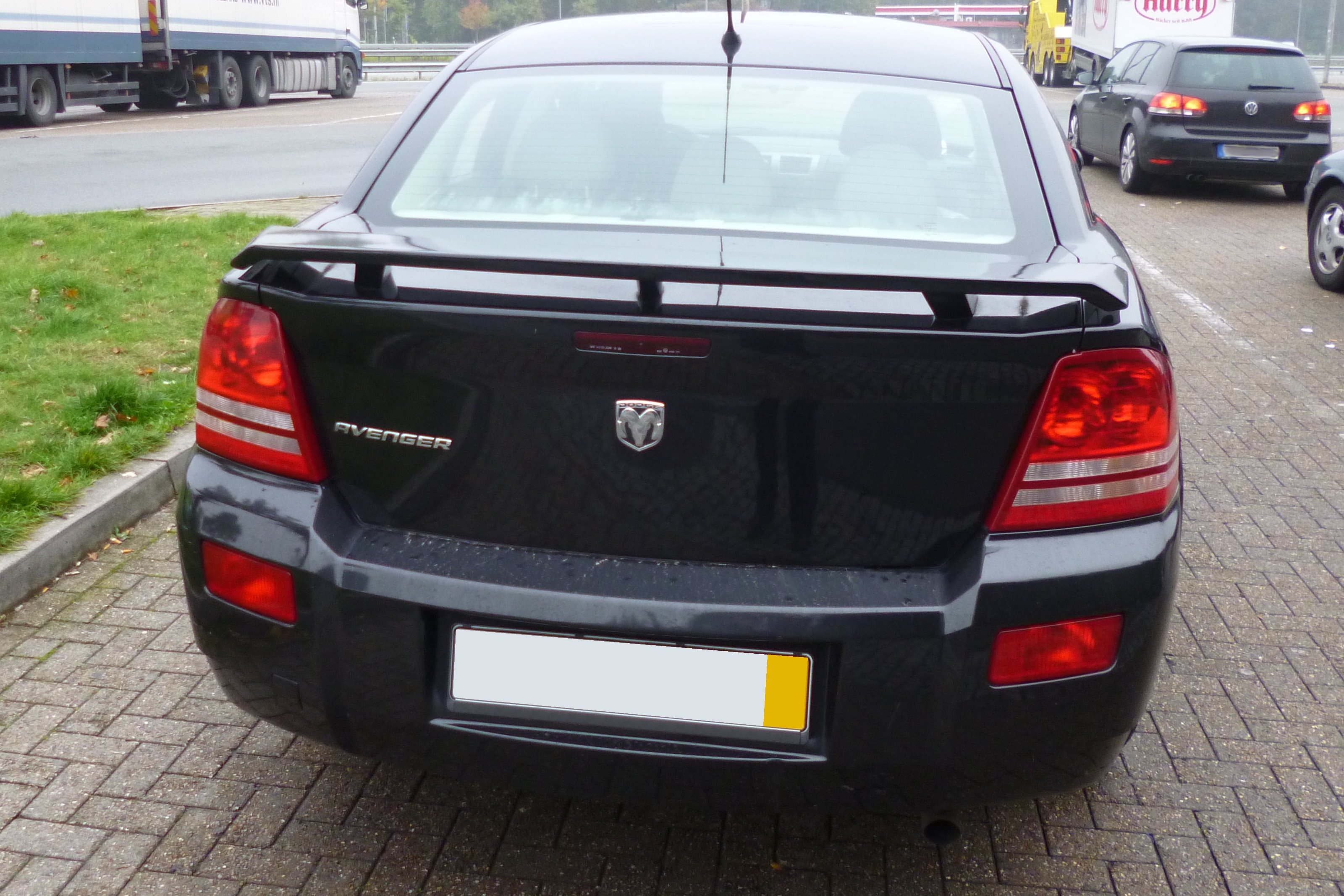
Heckansicht
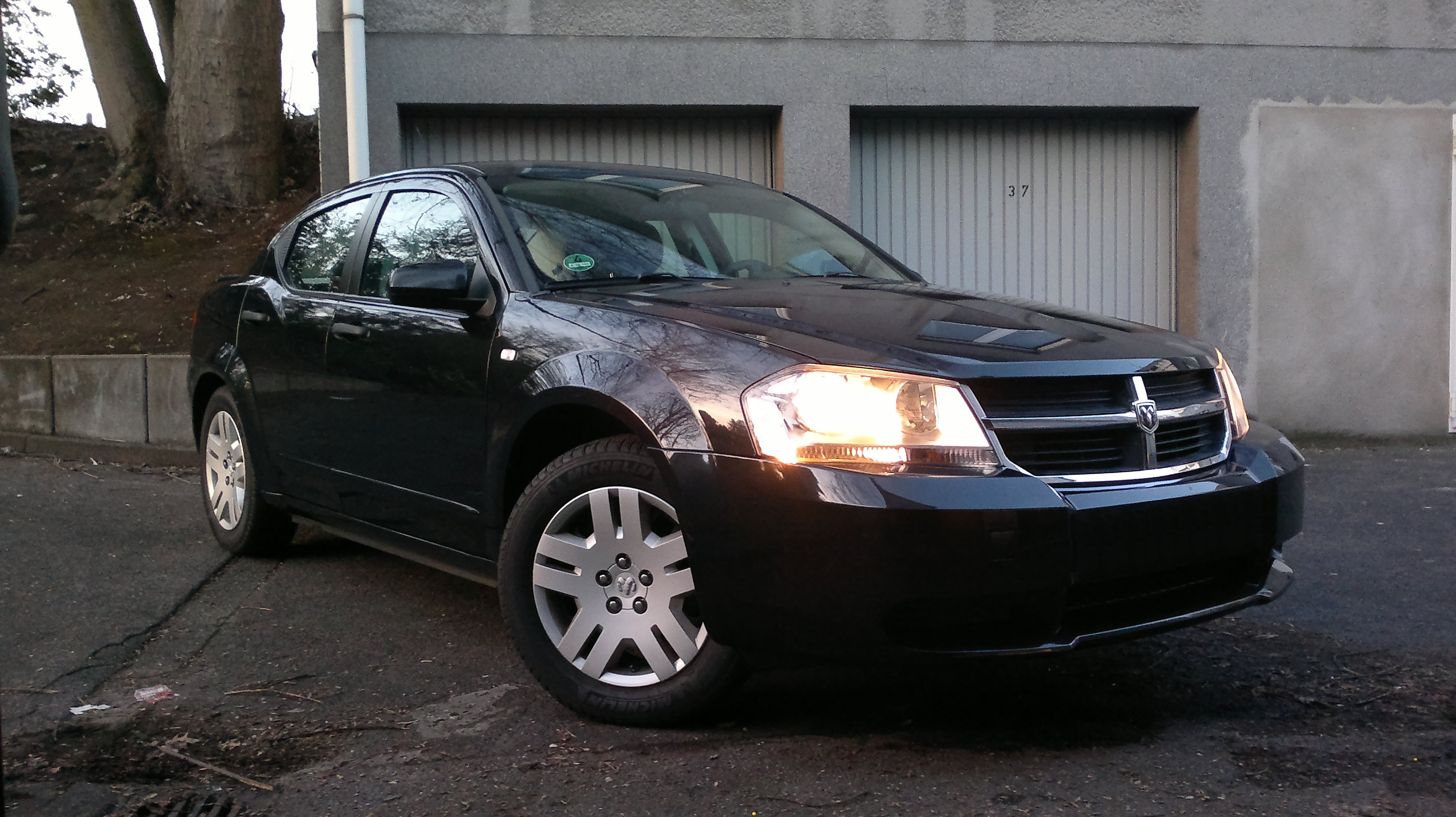
Frontansicht
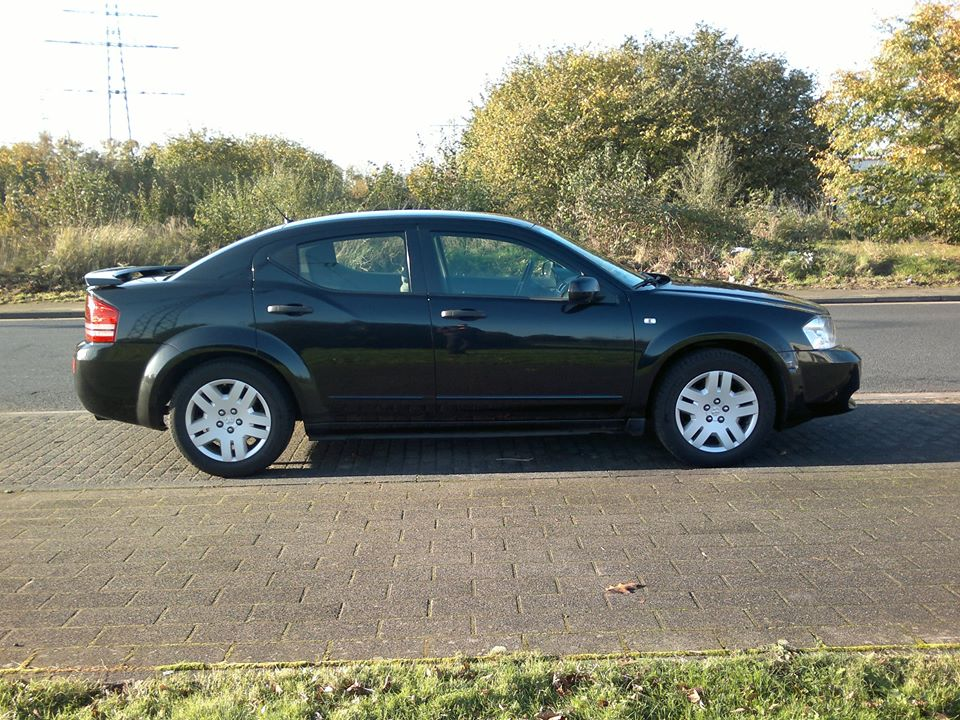
Seitenansicht
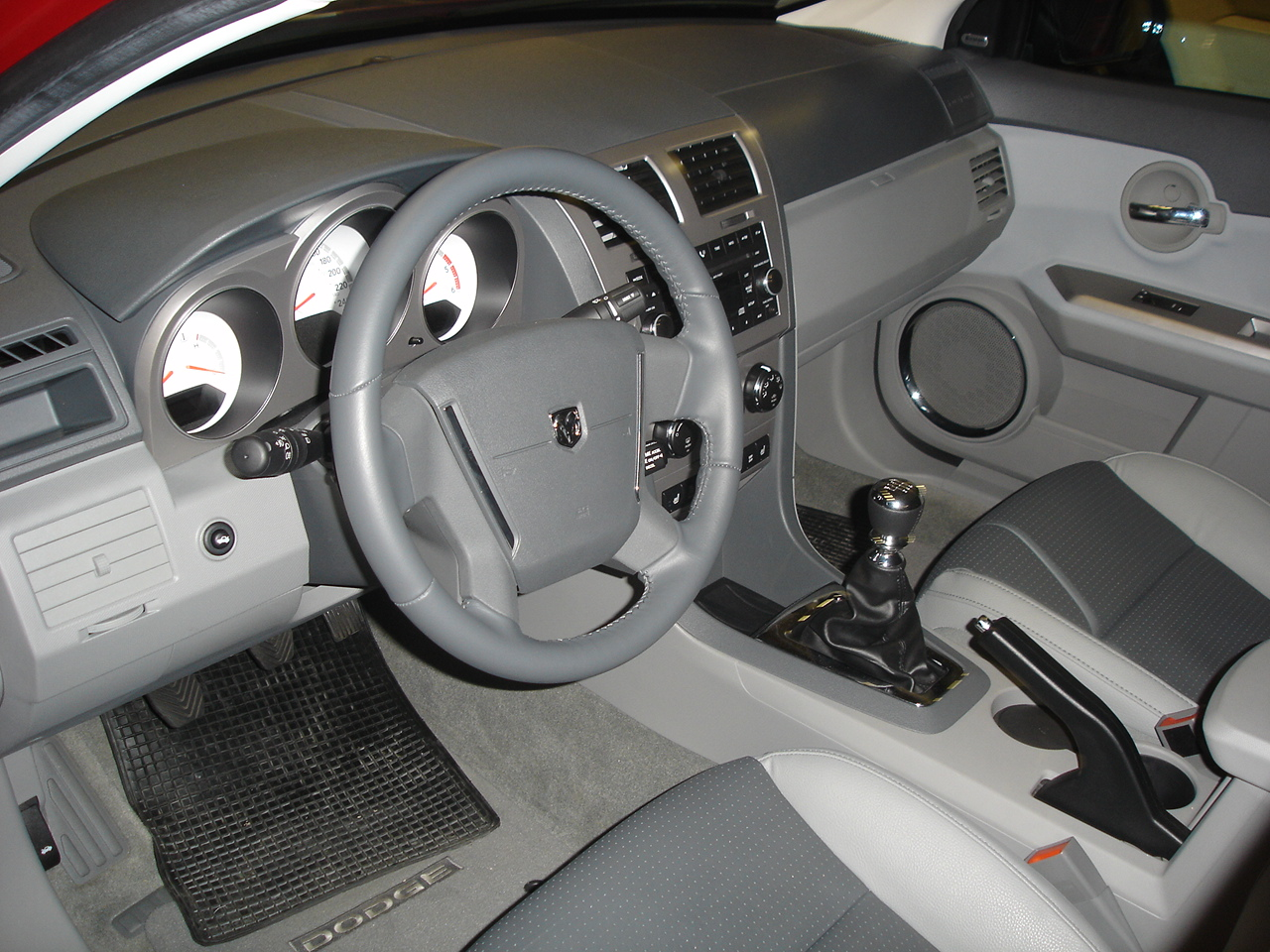
Innenraum
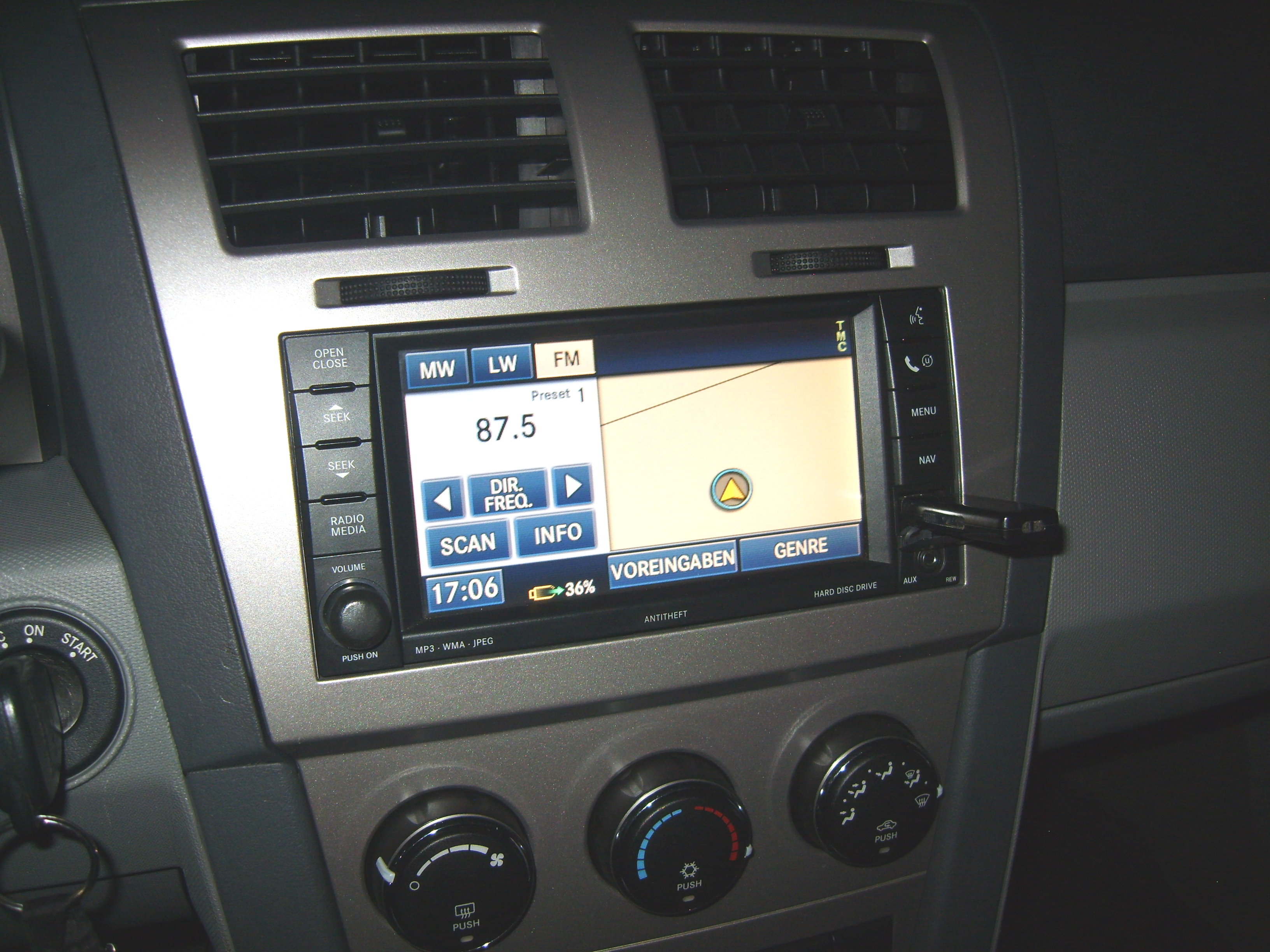
MyGiG-System

## Motoren/Ausstattung
In Deutschland wurde der Avenger mit dem 2,0 CRDi und 103 kW (140 PS) einem 2,0 l-Ottomotor mit zwei obenliegenden Nockenwellen und 115 kW (156 PS) angeboten, wobei letzterer mit einem Fünfganggetriebe (statt wie beim Diesel sechs Gänge) verbunden war.
Dazu stand ein V6-Motor mit 2,7 Litern Hubraum je einer obenliegenden Nockenwelle pro Zylinderreihe zur Wahl. Ihn gab es nicht nur für den Betrieb mit gewöhnlichen Benzin, sondern auch als Flexible-Fuel-Version mit 141 kW (192 PS), die außer mit herkömmlichem Benzin auch mit E-85-Kraftstoff betankt werden kann. Die Kraft dieses Motors überträgt eine Vier-Gang-Automatik mit Overdrive, wie auch beim 129 kW (175 PS) starken und 2,4 Liter großen Reihenvierzylinder-Motor. Es gibt dieses Modell teilweise aber auch mit dem wesentlich besseren Sechs-Gang-Automatik (mit Autostick), dann zumeist als Importmodell aus europäischen Nachbarländern.
Das Spitzenmodell der Baureihe ist der Avenger R/T AWD mit einem 3,5-Liter-V6-Motor und einer Leistung von 175 kW (238 PS), der mit einer Sechs-Gang-Automatik (mit Autostick) und Vierradantrieb ausgestattet ist.
Als Ausstattungslinien gibt es SE und SXT, wobei auch hier je nach Auslieferungsland die Ausstattung variiert. Die SXT-Linie ist immer die höherwertige. Ein voll ausgestatteter SXT hat das MyGig Uconnect mit dazu abgestimmten Boston-Digital-Audio-Boxensystem, Ledersitze, beheizte und elektrisch verstellbare Vordersitze, Kühlfach für Dosen, Klimaautomatik, heiz- und kühlbaren Cupholder in der Mittelkonsole, Reifendruckkontrolle, einen Bordcomputer und verschiedene Chromapplikationen im und am Auto.
Im September 2009 wurde der Avenger (wie auch der Chrysler Sebring) in Deutschland aus dem Programm genommen.

### Technische Daten (Europa-Version)
| Modell                          | 2.0 (World Gasoline Engine) | 2.7 V6 (Chrysler)  | 2.0 CRD (VW)          |
| Zylinderzahl                    | R4                          | V6                 | R4                    |
| Hubraum (cm³)                   | 1998                        | 2736               | 1968                  |
| Max. Leistung (kW/PS)           | 115/156 bei 6300            | 137/186 bei 6500   | 103/140 bei 4000      |
| Max. Drehmoment (Nm)            | 190 bei 5100                | 256 bei 4000       | 310 bei 1750–2500     |
| Höchstgeschwindigkeit (km/h)    | 190                         | 210                | 203                   |
| Getriebe (Serienmäßig)          | 5 Gang-Schaltgetriebe       | 6 Stufen-Automatik | 6 Gang-Schaltgetriebe |
| Beschleunigung (0–100 km/h)     | 12,1 s                      | 10,3 s             | 11,8 s                |
| Verbrauch kombiniert (l/100 km) | 7,8 N                       | 9,8 N              | 6,2 D                 |
| Kohlenstoffdioxid-Emissionen    | 185 g/km                    | 236 g/km           | 170 g/km              |
| Tankinhalt                      | 63 l                        | 63 l               | 63 l                  |

### Modellpflege

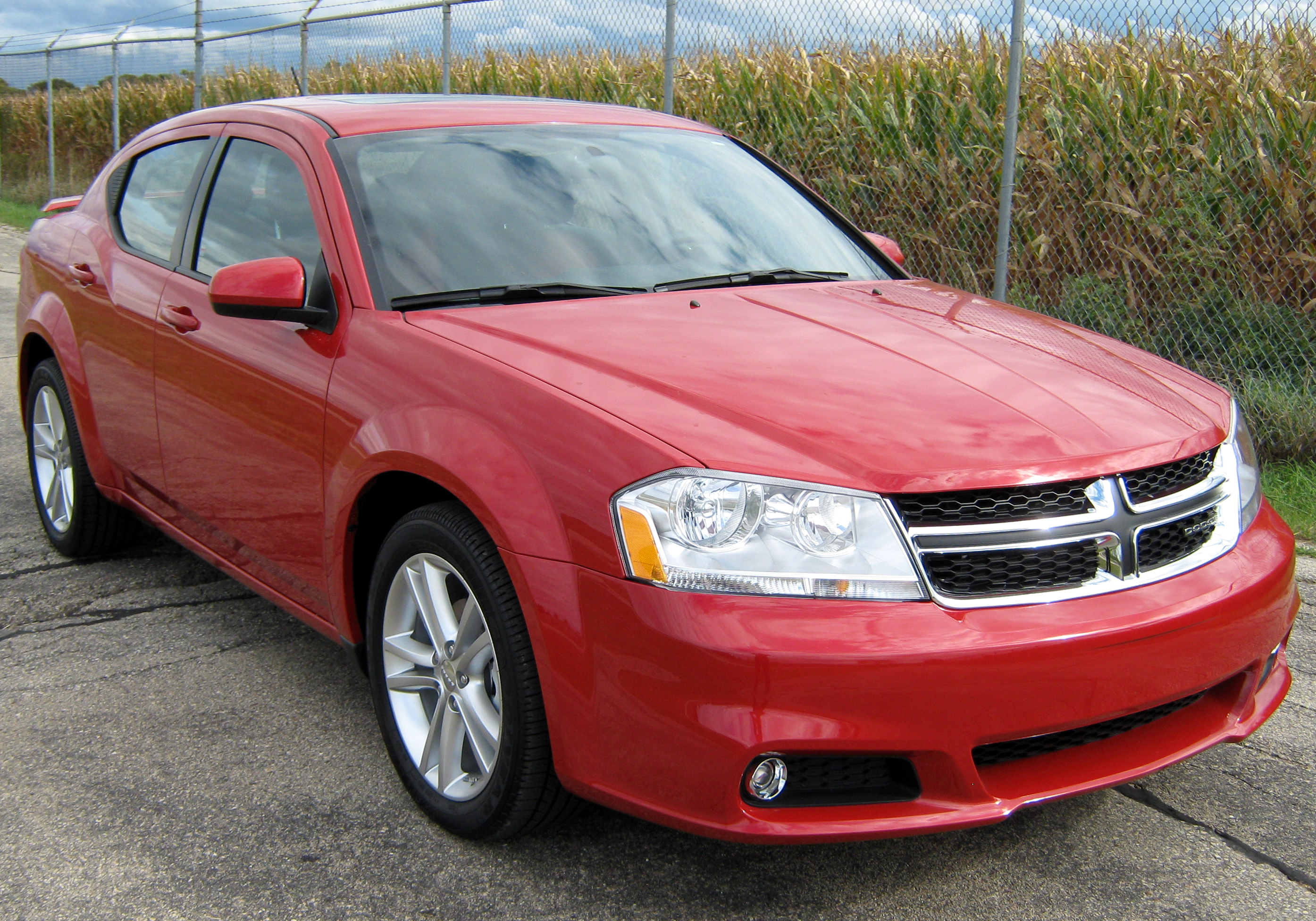
Dodge Avenger (2011–2014)

Anfang 2011 wurde der Avenger einem behutsamen Facelift unterzogen. Zusätzlich stand ein neuer V6-Motor mit 3,6 Litern Hubraum und 210 kW (286 PS) zur Wahl. Äußerlich sind nur leicht modifizierte Schweller, Heckleuchten und Scheinwerfer zu erkennen, aber der Innenraum wurde vollständig überarbeitet.

## Mexikanischer Avenger

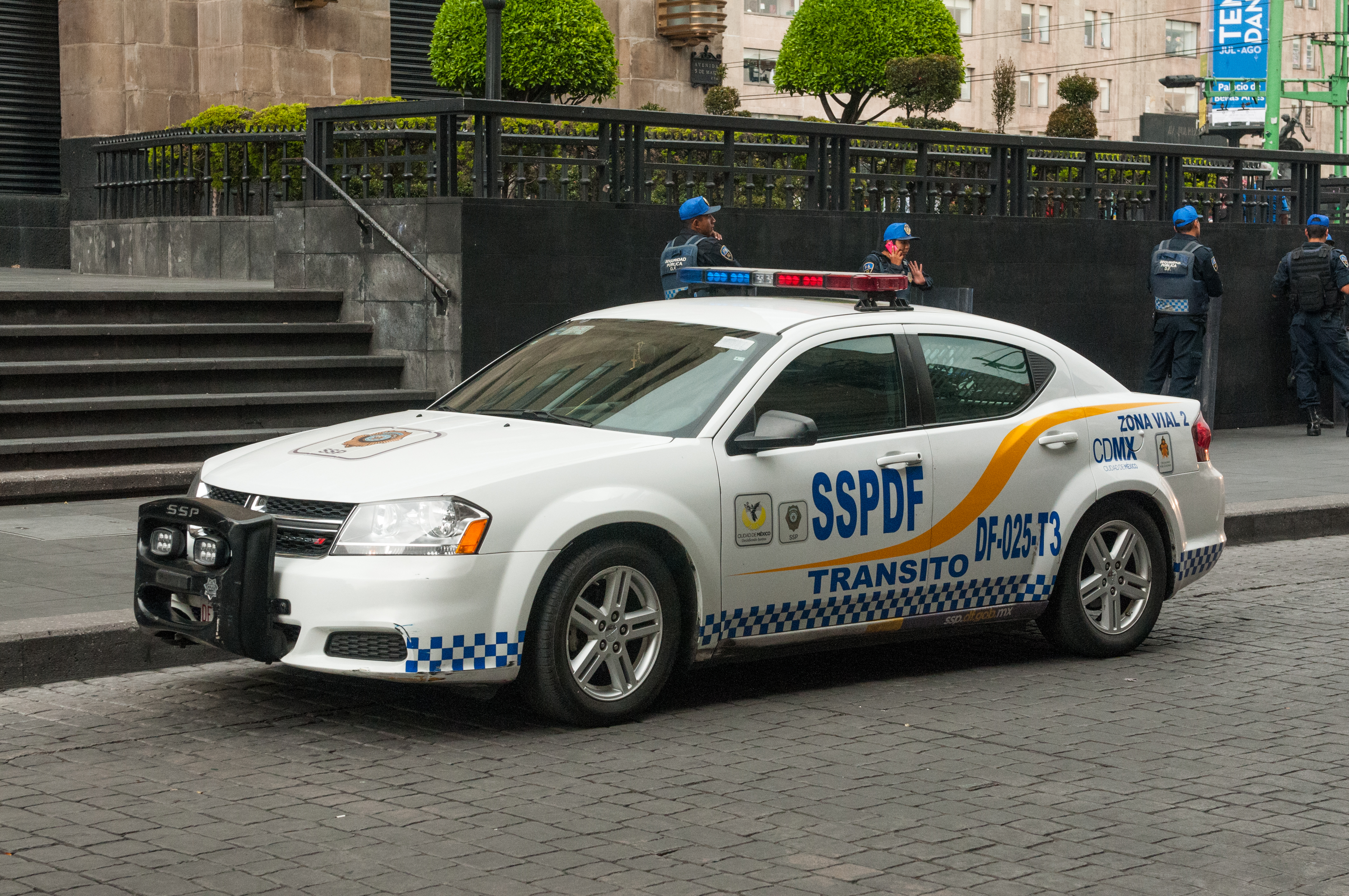
Dodge Avenger als mexikanisches Polizeifahrzeug

Die Einheiten aus der mexikanischen Produktion sind mit 173 kW starken 2,4-Liter-Motoren ausgestattet. Folgende Ausstattungslinien werden angeboten:
- Avenger: SE AT, SXT AT, SXT Sport AT
- Avenger GTS: AT, Sport AT

In Mexico wird der Dodge Avenger auch als Polizeifahrzeug genutzt.

## Auszeichnungen
- 2009: Top Safety Pick 2010[3]